# Eliseo Sández Figueira
Eliseo Sández Figueira (nacido el 7 de mayo de 1920 en Carnota, provincia de La Coruña, España) fue un conocido cirujano, con una intensa y larga vida profesional en el entorno de la villa coruñesa.

## Reseña biográfica
Eliseo Sández Figueira nació el 7 de mayo de 1920 en la localidad coruñesa de Carnota, donde en aquel momento su padre, Eliseo Sández Otero, ejercía igualmente como médico. Poco tiempo después se trasladó con toda su familia a La Coruña, donde realizó todos sus estudios de la infancia y juventud. Cuando llegó la hora de poder acceder a su carrera universitaria, había estallado la Guerra Civil y las Universidades estaban cerradas, por lo que tuvo que esperar al fin de la guerra para comenzar sus estudios de Medicina y Cirugía en la Universidad de Santiago.
Para recuperar el tiempo perdido por la guerra, en Santiago estudió primero y segundo de Medicina en su primer año universitario, haciendo lo propio con tercero y cuarto en su segundo año de carrera.
Con posterioridad se fue a Madrid, a continuar sus estudios en la Universidad Complutense. En Madrid estudió y trabajó varios años. Su formación como médico estuvo siempre muy marcada por la oportunidad que tuvo de estudiar y trabajar en los servicios médicos de Carlos Jiménez Díaz o Gregorio Marañón. La oportunidad de estar al lado de personajes de esta categoría fueron determinantes en el profundo humanismo que le caracterizó siempre a la hora de ejercer su actividad profesional. En Madrid se especializó primero en Neurocirugía, especialidad que abandonó en poco tiempo, dado que en aquellas épocas era casi una medicina experimental y el número de personas que fallecían era muy elevado, por lo que decidió dar un giro para formarse como cirujano general y digestivo, tanto en el entonces Hospital Provincial de Madrid (hoy, Hospital General Universitario Gregorio Marañón), como en el Hospital de San Pablo, de Barcelona.
Posteriormente regresó a La Coruña, donde ejerció la medicina y cirugía junto a su padre, en el Sanatorio San Nicolás, que éste había fundado.
En aquella misma época, se especializó también en Traumatología y Ortopedia, disciplina a la que se dedicó durante algún tiempo, aunque sin llegar a abandonar nunca su gran pasión, que era la Cirugía.
En los años 60 se cerró el Sanatorio San Nicolás y el Dr. Sández, junto a su hermano oftalmólogo Manuel y a los doctores Lousa, Pando y Garma, fundaron en Betanzos la Policlínica La Concepción, que abarcaba varias especialidades. En los años 70, el Dr. Sández compaginó su actividad hospitalaria en dicha policlínica con la plaza de jefe del Servicio Médico y profesor de Higiene de la Universidad Laboral de La Coruña. Poco a poco fue abandonando la Policlínica La Concepción, que terminó por ser cerrada y a partir de entonces trabajó siempre en la Sanidad Pública.
Tras una intensa y larga vida profesional, el Dr. Sández falleció en La Coruña el 1 de diciembre de 2008.

## Penicilina
Cabe reseñar alguna anécdota del Sanatorio San Nicolás, pues no en vano fue pionero en España en el uso de la penicilina, empleada por primera vez en España por el doctor Fernández Obanza, después de que él mismo y los doctores Sández, padre e hijo, decidiesen adoptar esta medida que nunca había sido empleada antes en nuestro país, ante un caso de septicemia endocardítica para la que entendieron que era la única posibilidad de salvación. La penicilina fue traída desde Gibraltar, aunque desgraciadamente no evitó la muerte del paciente.

## La anécdota Foucellas
Cabe señalar también, como anécdota que caracterizaba su profunda vocación profesional, que en el año 1943 el famoso guerrillero Maquis Benigno Andrade, alias Foucellas, concienzudamente buscado por los agentes de la Guardia Civil, resultó herido fortuitamente por su propia arma cerca del municipio coruñés de Órdenes. El guerrillero fue ingresado bajo el nombre falso de Juan Fernández, y operado con éxito en el Sanatorio San Nicolás, que lindaba pared con pared con la Comisaría General de Policía, en la céntrica Plaza de Vigo de La Coruña.